# 高田耘平

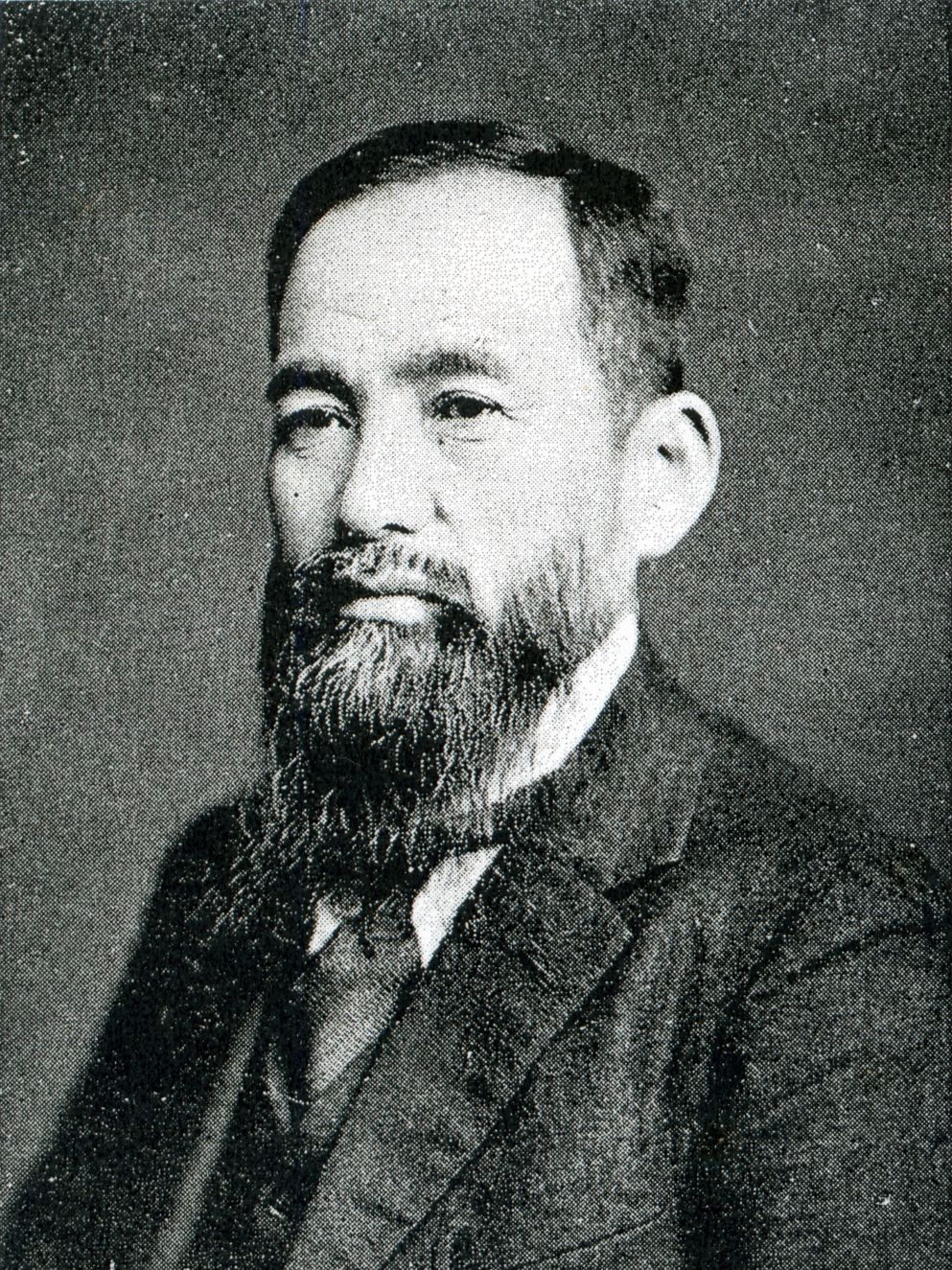
高田耘平

高田 耘平（たかだ うんぺい、1873年（明治6年）12月1日 - 1957年（昭和32年）6月29日）は、明治から昭和前期の農業経営者、政治家、実業家。衆議院議員。衆議院有数の弁論家で農政通として知られた。

## 経歴
栃木県那須郡、のちの荒川村（南那須村、南那須町を経て現那須烏山市）で、高田啓三郎、トヨ夫妻の長男として生まれる。1892年（明治25年）栃木県尋常中学校（現栃木県立宇都宮高等学校）を卒業。1902年（明治35年）11月に家督を相続し、農業を営む。
荒川村役場書記、栃木県会書記、税務属、荒川村助役、同村会議員、那須郡会議員を務め、1907年（明治40年）栃木県会議員に選出され2期在任し、参事会員も務めた。1915年（大正4年）3月、第12回衆議院議員総選挙に栃木県郡部から出馬して初当選。以後、第21回総選挙まで連続して再選され、衆議院議員を連続10期務めた。この間、立憲同志会、憲政会、立憲民政党、翼賛議員同盟、日本進歩党に所属し、加藤高明内閣・第1次若槻内閣の農林参与官、濱口内閣・農林政務次官、馬政局参与、農林省食糧管理局顧問、内閣調査局専門委員、帝国農会特別議員、立憲民政党総務、国家総動員審議会委員、翼賛政治体制協議会評議員、政調農林・厚生兼務委員などを務めた。
第21回総選挙で翼賛政治体制協議会の推薦を受けていたため、戦後、公職追放となった。
その他、烏山電気取締役、黒羽木材取締役、塩那電気専務取締役などを務めた。